# Jadwiga Szubartowicz
Jadwiga Szubartowicz (née Skawińska le 16 octobre 1905 à Lublin - morte le 20 juillet 2017 idem) est une supercentenaire polonaise, doyenne des Polonais du 1er août 2015 au 20 juillet 2017.

## Biographie
Née le 16 octobre 1905 à Lublin, elle passe quelques années de son enfance avec sa famille en Russie où, à l'âge de 12 ans, elle est témoin de la révolution d’Octobre qu'elle a vécu à Saint-Pétersbourg (alors Petrograd). Elle obtient un  diplôme d’études pédagogiques, puis travaille en tant que comptable.
Pendant la Seconde Guerre mondiale, son frère est arrêté par les Allemands et détenu dans le camp de Majdanek. Libéré après une semaine, il est de nouveau arrêté et déporté au camp de concentration de Buchenwald où il trouve la mort. En 1952 elle épouse Antoni Szubartowicz, un vétéran de la bataille de Monte Cassino.
Le 1er août 2015 après le décès de Jadwiga Młynek, elle devient la doyenne des Polonais. Son âge a été vérifié par les chercheurs de Gerontology Research Group.
Jadwiga Szubartowicz s'est éteinte le 20 juillet 2017. Tekla Juniewicz lui succède en tant que doyenne des Polonais.